# Aljachnovická vysočina
Aljachnovická vysočina (bělorusky Аляхновіцкае ўзвышша) je severozápadní část Minské vysočiny, která se nachází na území Maladzečanského rajónu Minské oblasti. Na jihozápadě je ohraničena dolinou Západní Bereziny, na severovýchodě údolím řeky Uša. 
Nejvyšší vrchol Aljachnovické vysočiny s nadmořskou  výškou 313 m, je bez názvu. Nachází se na zalesněném vrchu mezi obcemi Ŭlanaŭščyna, Hirdzi a Voŭkaŭščyna Maladzečanském rajónu, 15 km jihovýchodně od města Maladzečna.